# Грушівка (Сарненський район)
Гру́шівка (1856—1920 — Зульня) — село в Україні, у Степанській селищній громаді Сарненського району Рівненської області. Населення становить 261 осіб.
Село належить до 3 зони радіоактивного забруднення.

## Географія
Селом протікає річка Зульня і впадає у річку Горинь.

## Історія
Історія села Грушівка пов'язана із виникненням на березі річки Горинь урочища Білі Береги. На той час в поселенні діяв жіночий монастир святої Діви Марії заснований князями Острозькими. В статті священика Аполлона Сендульського, написаній у 1861 році про Степань значиться, що Степанському Михайлівському монастирю, що стояв у XVI і XVII століттях на лузі між селами Комарівка та Золотолин, було дане в 1621 році поселення Білі береги з шістьма підданими для забезпечення існування монастиря. Монастир проіснував не довго і був спалений українськими козаками, які йшли походом до Берестечка. В Грушівці збереглися ікони з кладовищенської каплички, які були реставровані художником Степаном Івановичем Чуприною із Степаня. За оцінкою знавців вони належать до XI ст.
В 1583 р. в поселенні знаходилися три рудні для плавлення місцевої залізної руди та металів. Тут виготовлялися різні господарські побутові та церковні предмети.
З 1856 село мало назву Зульня. Імовірно, що ця назва пішла від процесу зоління — вибілювання полотна, яким займалися місцеві жителі.
Населення Зульні в 1621 р. складалося з 6 дворів.
У 1906 році село Зульня Межиріцької волості Рівненського повіту Волинської губернії. Відстань від повітового міста 70 верст, від волості 3. Дворів 27, мешканців 114.
Станом на 1911 р. тут було 30 дворів і 300 жителів.
У 1920 р. Зульня була перейменована на Грушівку. Сучасна назва отримана від великої кількості диких груш, які росли неподалік від села.
Відповідно до Розпорядження Кабінету Міністрів України від 12 червня 2020 року № 722-р «Про визначення адміністративних центрів та затвердження територій територіальних громад Рівненської області» увійшло до складу Степанської селищної громади.

## Населення
За переписом населення 2001 року в селі мешкали 242 особи.

### Мова
Розподіл населення за рідною мовою за даними перепису 2001 року:
| Мова       | Відсоток |
| ---------- | -------- |
| українська | 99,23 %  |
| російська  | 0,77 %   |